# Число Керол
Число Керол — ціле число вигляду {\displaystyle 4^{n}-2^{n+1}-1}.
Еквівалентна форма {\displaystyle (2^{n}-1)^{2}-2}.
Декілька перших чисел Керол:
−1, 7, 47, 223, 959, 3967, 16 127, 65 023, 261 119, 1 046 527 — послідовність A093112 з Онлайн енциклопедії послідовностей цілих чисел, OEIS.
Числа Керол вперше вивчав Клетус Еммануель (Cletus Emmanuel), який назвав їх ім'ям своєї подруги — Керол Г. Кірнон (Carol G. Kirnon).
Для {\displaystyle n>2} двійкове подання n -го числа Керол складається з {\displaystyle n-2} послідовних одиниць, одного нуля і ще {\displaystyle n+1} послідовних одиниць, або, в алгебричній формі,
{\displaystyle \sum _{i\neq n+2}^{2n}2^{i-1}.}
Таким чином, наприклад, 47 відповідає двійковий запис 101111, а 223 — 11011111.
Різниця між 2n-им простим числом Мерсенна та n-им числом Керол дорівнює {\displaystyle 2^{n+1}}. Це дає ще один еквівалентний вираз для чисел Керол: {\displaystyle (2^{2n}-1)-2^{n+1}}. Різниця між n-им числом Кайні та n-им числом Керол дорівнює {\displaystyle 2^{n+2}}.
Починаючи з 7, кожне третє число Керол ділиться на 7.
Отже, щоб число Керол було простим, його індекс n повинен відрізнятися від {\displaystyle 3x+2} для {\displaystyle x>0}.
Перші кілька чисел Керол, які також є простими числами:
7, 47, 223, 3967, 16 127 — послідовність A091516 з Онлайн енциклопедії послідовностей цілих чисел, OEIS.
На липень 2007 року найбільше відоме число Керол, яке є простим, — число для {\displaystyle n=253987}, що має 152 916 знаків. У травні 2007 року його знайшов Клетус Еммануель, скориставшись програмами MultiSieve та PrimeFormGW. Це 40-ве просте число Керол.
7-ме число Керол (5-те просте число Керол) — 16127, записане у зворотному порядку, дає просте число. Таке ж властивість має 12-те число Керол (7-ме просте число Керол) — 16769023.